# Kiluhiqtuq
Kiluhiqtuq ist eine tiefe Bucht an der Nordküste des kanadischen Festlands im Territorium Nunavut.
Im Norden öffnet sich die Bucht zum Coronation Gulf. Bis September 2012 hieß die Bucht noch offiziell „Bathurst Inlet“.
Der Western River mündet in das südliche Ende der Bucht. Der Burnside River hat seine Mündung am Arctic Sound, einer westlichen Seitenbucht.
Der englische Name der Bucht, „Bathurst Inlet“, sowie die Bezeichnung der Bucht durch die Ureinwohner, „Kingoak“ („Qingaut“), werden auch für die Siedlung Bathurst Inlet verwendet. Diese liegt an der Westküste der Bucht.

## Pläne eines Tiefwasserhafens
Ein Konsortium von sieben Minengesellschaften finanzierten eine Umweltstudie zum Bau eines Tiefwasserhafens in der Bucht.
Die Pläne beinhalteten den Bau einer 211 km langen Straße, welche den Hafen mit den Minen verbinden sollte. Der Hafen sollte für Schiffe bis zu 25.000 t ausgelegt sein.